# Romerike
Romerike è uno dei distretti tradizionali della Norvegia, collocato a nord-est di Oslo, in quella che è oggi la Norvegia sud-orientale. 
È costituito dalle municipalità, appartenenti alle attuali contee di Akershus e Buskerud, di Enebakk, Lillestrøm, Gjerdrum, Lørenskog, Nittedal e Rælingen nella sua parte meridionale (Nedre Romerike), e Ullensaker, Gjerdrum, Nannestad, Nes, Eidsvoll e Hurdal nella sua regione settentrionale (Øvre Romerike).

## Re di Romerike
- Raum il Vecchio
- Eystein Halfdansson
- Halfdan il Mite
- Sigtryg Eysteinsson
- Eystein Eysteinsson, fratello di Sigtryg
- Halfdan il Nero
- Erik Eymundsson